# 氯酸钠
氯酸钠（化学式：NaClO3）是一种氧化剂，为白色晶体，可溶于水。

## 性质
加热熔融300℃以上分解，放出氧气，为强氧化剂；对热不稳定，易潮解；与磷、硫及有机物相混，遇热、摩擦或撞击，容易引起燃烧或爆炸，有毒。
通常为白色或微黄色等轴晶体，晶体有旋光性，相对分子质量106.44。味咸而凉，易溶于水、微溶于乙醇，水溶液呈中性。在酸性溶液中有强氧化性。

## 合成
氯酸钠可通过电解热食盐水获得；工业上，电解槽中热的氯化钠溶液被电解从而生成氯酸钠：
NaCl + 3H2O → NaClO3 + 3H2↑
将氯气通入热的氢氧化钠溶液中也能合成出氯酸钠。

## 用途
在工业上主要用于制造二氧化氯、亚氯酸钠、高氯酸盐及其它氯酸盐。用于制备火药。
也是一种除草剂，用于铁路沿路的除草，不過因為可能被非法用於炸藥，且對環境有影響，2009年起歐盟禁用氯酸钠做為除草劑。在美國用於棉花及大豆收成前落葉，但1995年之後用量減少。
飛機、潛艇、載人太空船和緊急醫療儀器上，用於緊急供氧的氧燭，主要成份之一為氯酸钠。